# 서일본 여객철도 키하189계 동차
키하189계 동차(일본어: JR西日本キハ189系気動車)는 서일본 여객철도(JR 서일본)가 2010년에 도입한 특급형 디젤동차이다. 2010년 11월 7일부터 영업 운행을 개시하였다.

## 개요
특급 '하마카제'에서 사용되고 있던 키하181계 동차의 노후화에 따른 교체용으로 니가타 트랜시스에 의해 제조되었다.
덧붙여 본 계열의 투입에 따라 산인 본선 와다야마역 - 이구미역간과 반탄 선 데라마에역 - 와다야마역간의 홈 유효장 연장이나 신호 설비·노선 선형 등 지상 설비의 개량도 실시되었다. 개량 공사의 일부가 완료됨에 따라 2012년 3월 17일의 다이아 개정에서 속도 향상과 소요 시간이 단축되었다.

## 구조

### 차체
차체는 스테인리스강제이며 선두부는 보통 강철제로 구성되어 있다. 외관 디자인은 스테인리스의 바탕색을 주체로 자주색 이미지를 차체 측면의 띠와 전면의 포인트로 채용하고 있다. 출입문은 히메지 방면으로 1,000mm의 단미닫이 1개소로 출입문은 버튼 조작식인 반자동식이다.
안전 면에서는 오프셋 충돌 대책과 충격 흡수 구조의 채용으로 차체 구조가 수정되고 차량 연결면에는 추락 방지막이 설치되어 있다. 선두차 전면은 파노라마 윈도우나 전조등의 배치 등에서 키하181계의 디자인을 답습한 것으로 알려져 있으며 연결기에는 전기 연결기를 포함하는 자동 연결 해방 장치가 있다.
기본 편성(3량)만 되면 주로 신쾌속으로 운용되는 223계 전동차·225계 전동차 등과 동등한 최고 속도 130 km/h로 주행이 가능하다. 중간차를 제외하고 2량 편성으로 운용할 수 있지만 이 경우 최고 속도는 120 km/h로 억제된다.
그 외에 키하181계나 키하40.47형과 동등한 차량 성능으로 변경할 수 있도록 성능 선택 스위치가 탑재되어 있다.
측면의 종별·행선 표시기는 키하187계 동차와 마찬가지로 LED식을 채용하고 있다. 키하187계와 달리 전면 관통문 부분에 열차 애칭 표시기가 설치되지 않았다.

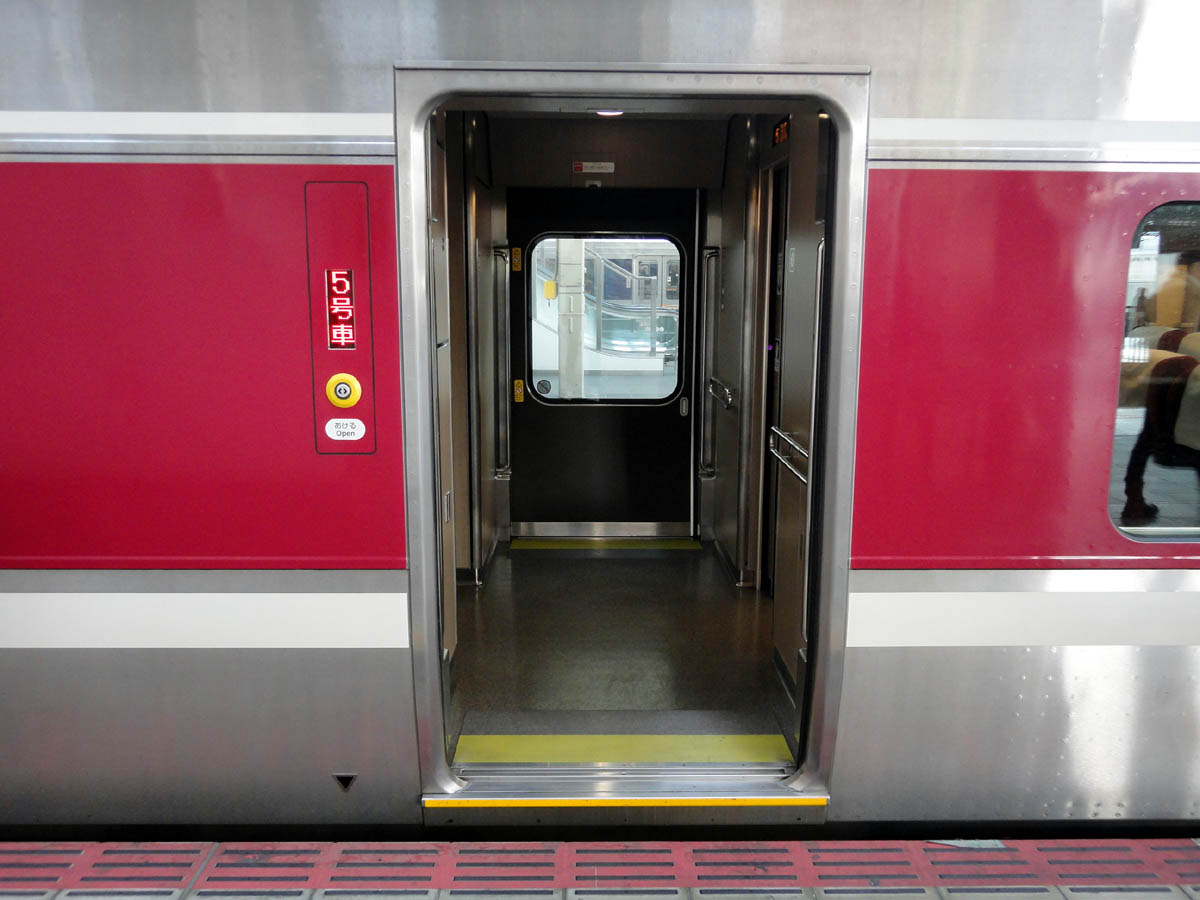
반자동 기능을 갖춘 출입문.
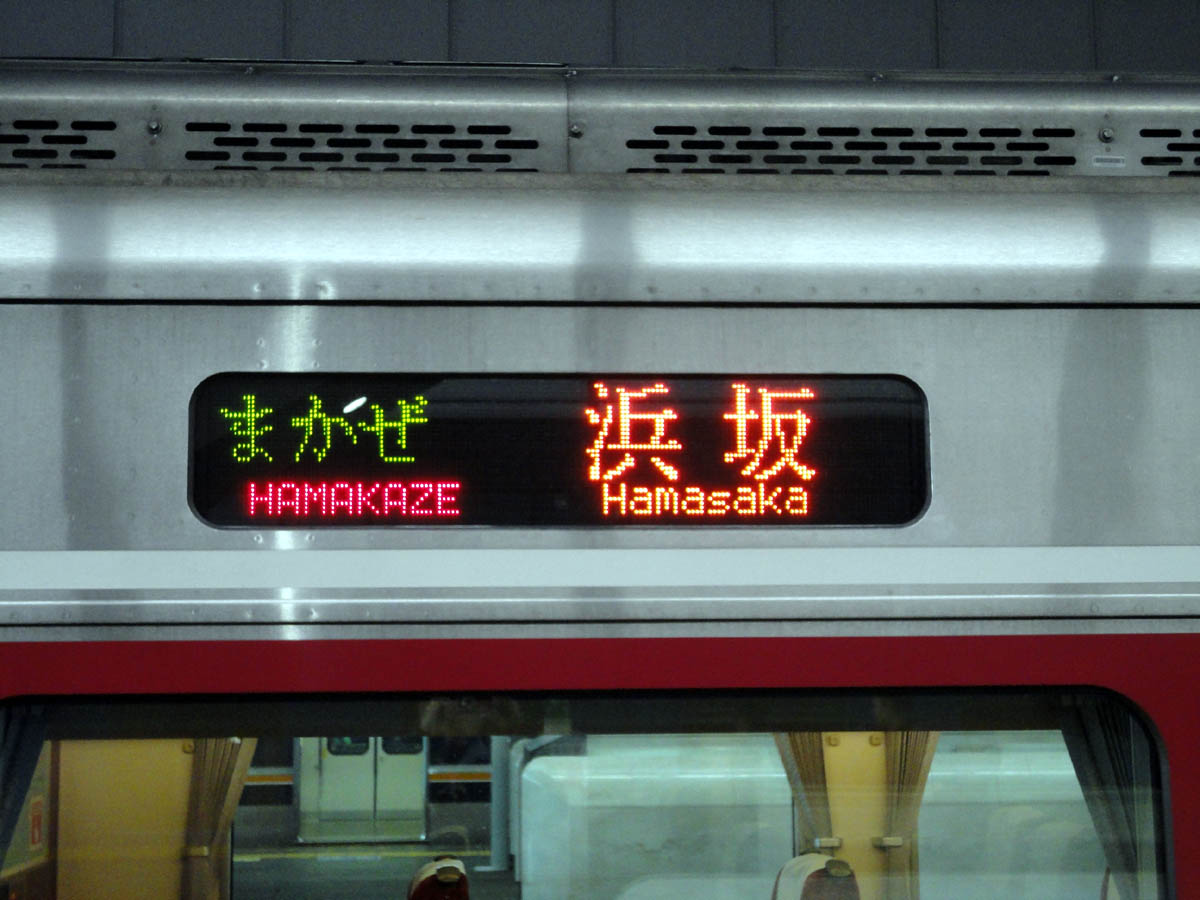
행선 표시기

### 주요 기기
엔진은 450마력 디젤 엔진이 1량당 2대, 전원 장치 1대, 공기 압축기 2대, 연료 탱크(650l)2대, 축전지가 탑재되어 있다.
배출 가스를 깨끗하게 만들기 위해 커먼레일 연료 직분사 시스템을 채택하여 배출 가스 중의 질소 산화물과 그을음을 대폭적으로 삭감한 고마쓰제 SA6D140HE-2를 각 차량에 2기씩 탑재한다. 엔진 1기의 정격 출력은 331 kW(450ps), 정격 회전수는 2,100rpm으로 파급기 및 흡기 냉각 장치를 갖추고 있다.
공기 압축기(C600)는 벨트 구동식을 채용하고 매분 600l의 용량이 갖추어져 있다.
공기 조절 장치 등의 서비스용 전원 장치로 보조 엔진은 없으나 주행용 엔진의 회전수에 상관없이 일정한 회전수를 유지하는 시스템을 탑재하고 있으며 발전기 출력 전압은 교류 440V 이나 변압기와 정류 장치를 통해 직류 100V, 엔진 시동 전원인 직류 24V를 발생할 수 있다.
대차는 1축 구동식으로 223계에서 실적이 있는 축량(軸梁)식 볼스터리스 대차를 채용했다. 선두 대차의 선두 차륜에는 급곡선 통과를 고려하여 플랜지 윤활장치와 안티 롤링 장치가 있다.
제동 장치에는 대차별 제어가 가능한 엔진제동 병용 전기지령식 공기제동을 채용했다. 기초 제동은 답면 유닛 제동(구동축)/디스크 제동과 답면 유닛 제동의 병용(비 구동축)이다. 활주 방지 전자변을 탑재하고 있다.
공기 조절 장치는 집약 분산식 WAU707A형이 1량당 2기가 지붕위에 탑재된다. 냉방 용량은 1기당 20,000kcal/h로 1량당 40,000kcal/h이다.

### 실내
객실내에는 LED식 차내 안내 표시 장치가 설치되어 있다.
키하181계에 연결된 그린차(특실)는 설정되지 않고, 보통차로 조성된다. 좌석은 683계 4000번대에 준하는 리클라이닝 시트를 가로 2+2 배열의 4열로 배치하지만 모켓은 푸른색에서 붉은색으로 변경되었다. 좌석 전후 간격은 키하181계 910mm에서 970mm로 확대되고 차량 끝 좌석에 콘센트가 설치되어 있다. 키하189형 0번대에는 배리어프리 설비로 다목적실과 휠체어의 사용에 대응한 양식 화장실이 설치되어 있다.

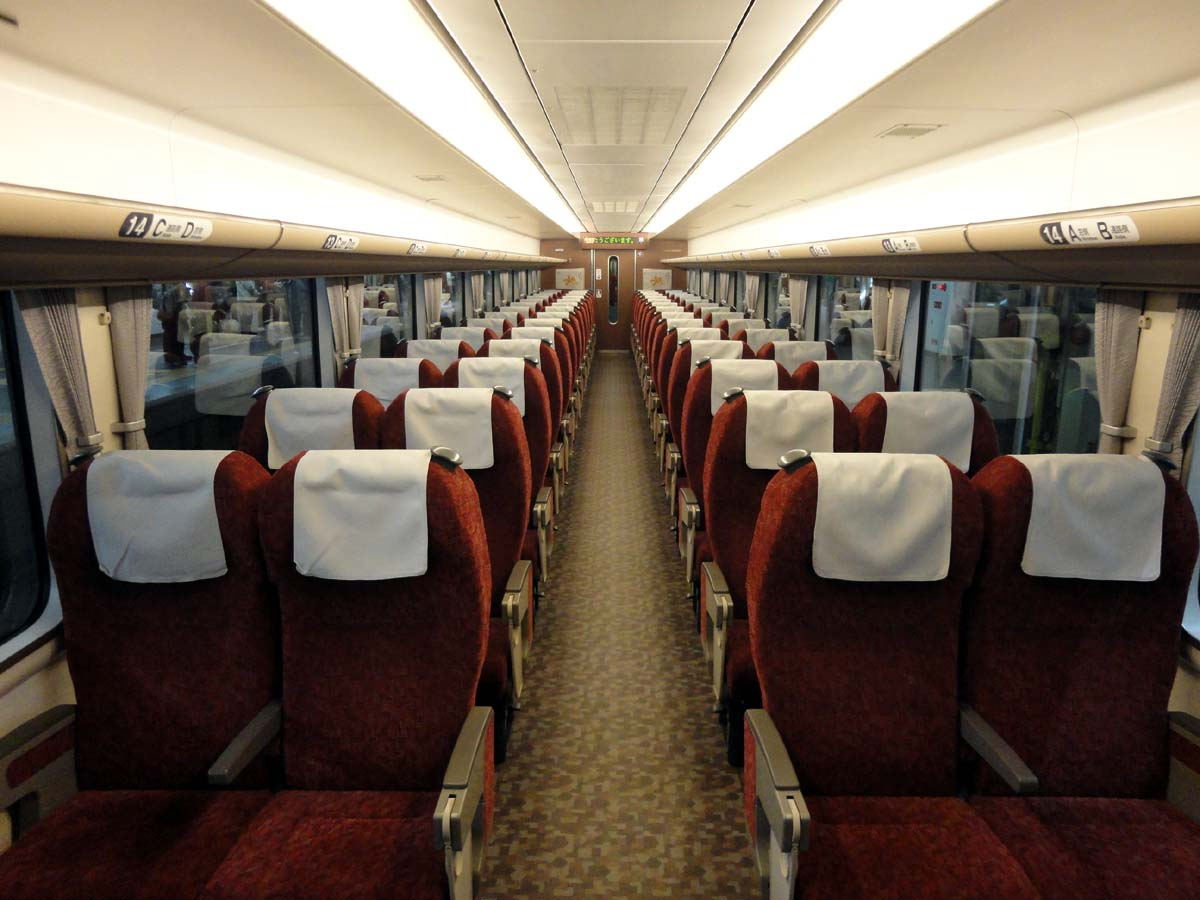
실내
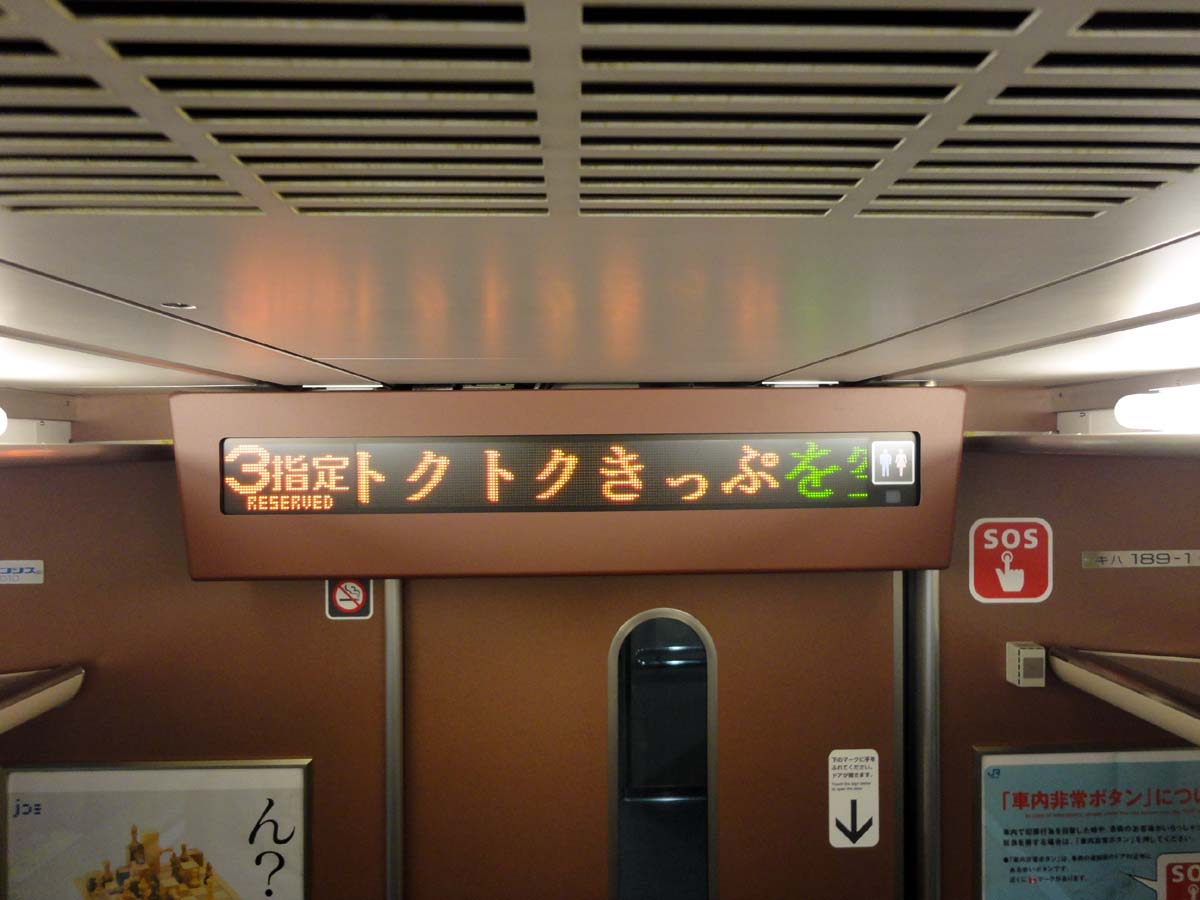
차내 안내 표시 장치

## 편성·형식
키하189형
0번대
돗토리·하마사카·가스미·오사카 방면 제어차. 화장실·세면기·휠체어 대응 설비·다목적실이 설치되어 있다. 정원 40명.
1000번대
히메지 방면 제어차. 정원 60명.
키하188형
키하189형에 삽입되는 중간차. 화장실, 차내 판매 준비실(업무용실)이 설치되어 있다. 정원 56명.
| ←돗토리·하마사카·오사카히메지→ |              |               |
| 키하189 (Mc1)                  | 키하188 (M1) | 키하189 (Mc2) |

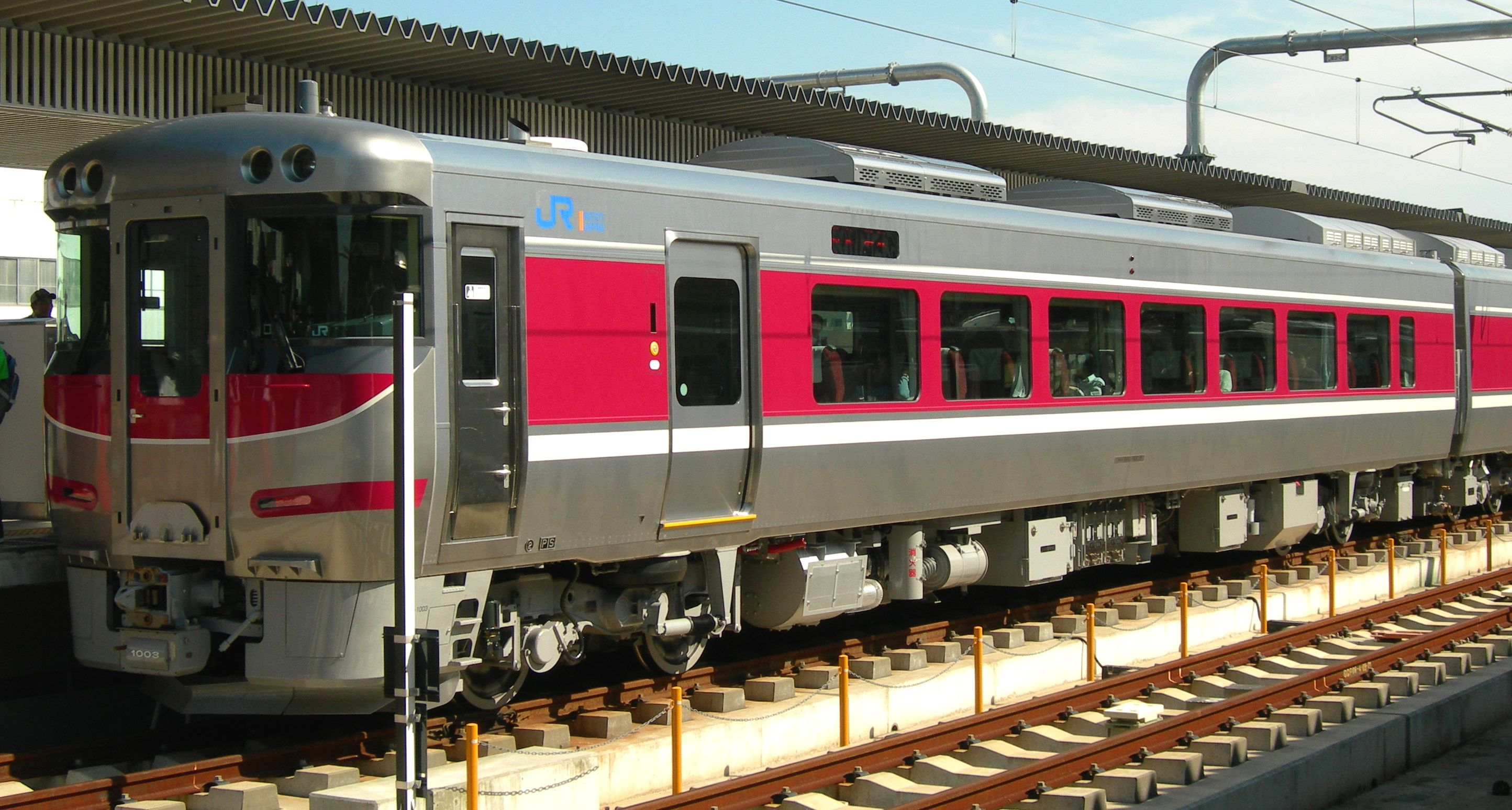
키하189형 1000번대(키하189-1003)
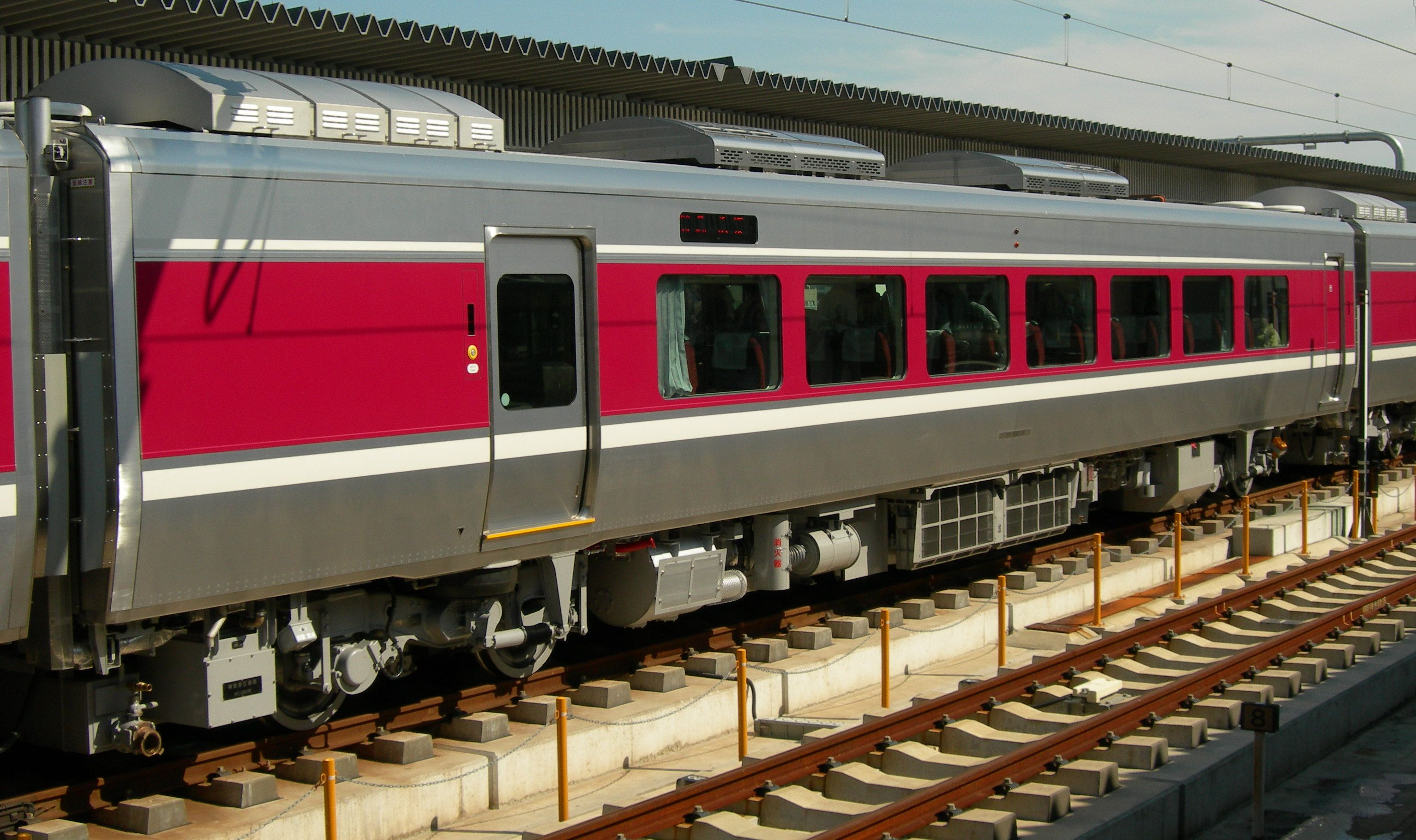
키하188형(키하188-3)
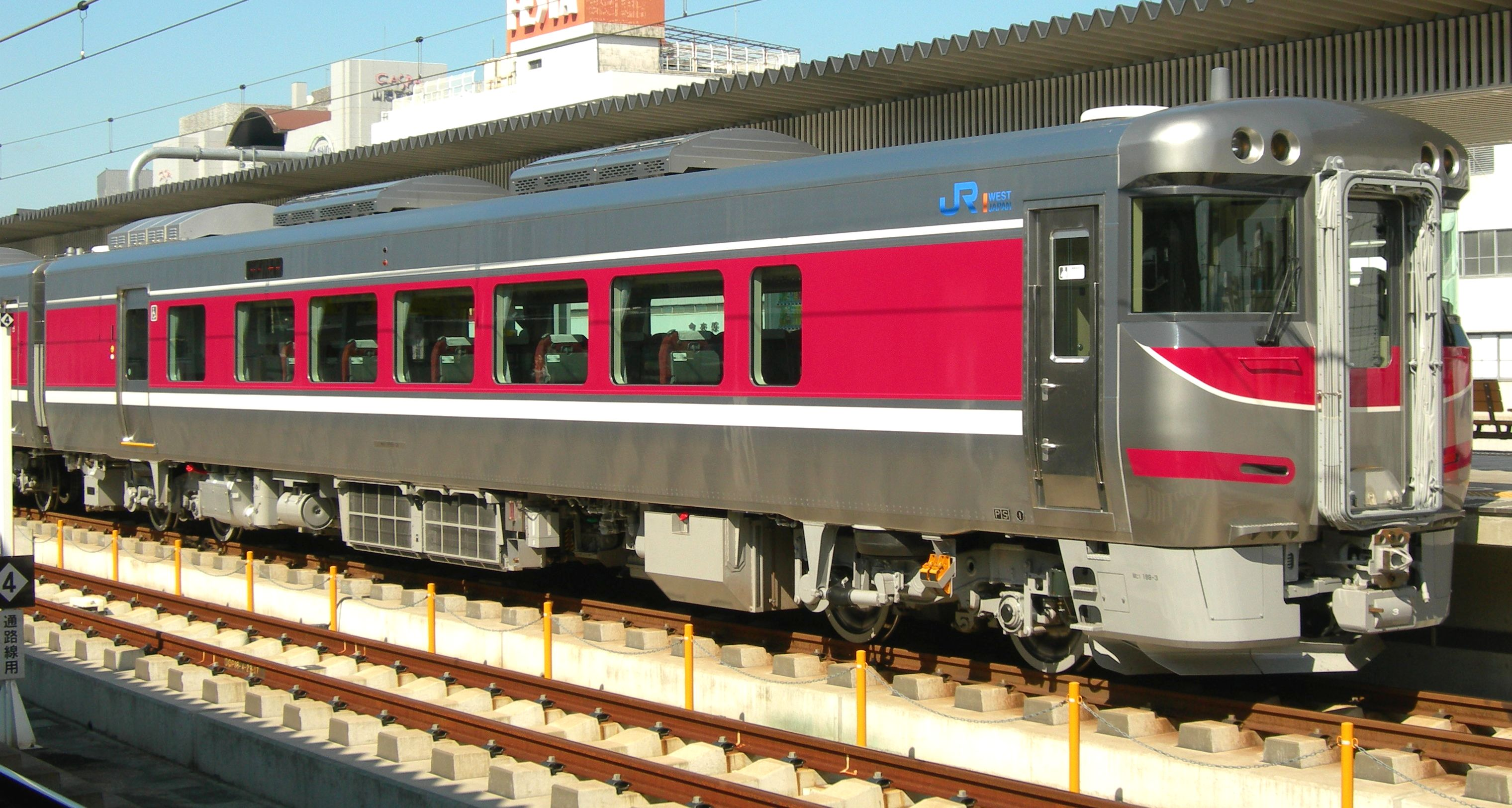
키하189형 0번대(키하189-3)

## 차량배치와 운용
2011년 4월 1일 현재 3량 7개 편성이 교토 종합 운전소에 배치되어 있다. 2010년 11월 7일부터 '하마카제'로 영업 운행을 시작했다.
- 도카이도 본선·산요 본선(JR 비와코 선·JR 교토 선·JR 고베 선): 구사쓰 역 - 히메지역
- 반탄 선: 전구간(경유)
- 산인 본선: 와다야마역 - 돗토리역

2011년 1월 8일부터는 동계 임시 열차인 '카니카니 하마카제'로도 운용되고 있다. 3량 편성을 기본으로 하고 있지만 승객이 많을 때에는 3량 편성을 2개 병결한 6량 편성으로 운행된다.
2011년 6월부터는 하리마 지역에서 나라 방면의 수학 여행 열차로 운용되고 있다.
2014년 3월 17일부터 평일 다이아의 운행일 한정의 '하마카제' 6호의 틈새 운용으로 '비와코 익스프레스' 2호(오사카역 → 구사쓰 역)에도 충당되고 있다.

### 운행 개시까지의 과정
2010년 3월 19일 제1편성이 갑종 수송되고, 2010년 3월 23일에 호쿠리쿠 본선에서 공식 시운전이 실시된 이후 당일 교토 종합 운전소에 배치되어 그 해 4월 9일 도요오카 철도부 관계자에게 공개되었다.
당초 2011년 영업 운행을 개시할 예정이었지만, 2010년 7월 정례 사장 회견에 의해 같은 해 11월 7일부터 영업 운행을 시작하는 것이 발표되었다.
2010년 9월 18일에 도요오카 역, 같은 해 9월 19일에 하마사카 역·가스미역, 같은 해 10월 17일에 히메지 역·고베 역 순으로 차량 전시회가 실시되었다.

## 참고 문헌
- 철도차량 연감 2010년판 (철도도서 간행회, 일본)
- (일본어) 『데이터로 보는 JR서일본』 보관됨 2019-10-29 - 웨이백 머신 - 서일본 여객철도